# حمدان عاشور
يحيى أسعد محمود عاشور واسمه الحركي حمدان عاشور (أبو عمر؛ وُلد في 31 مارس 1940 في غزة – تُوفي في 22 مارس 2016 في القاهرة) سياسي فلسطيني وأحد أعضاء حركة فتح. كان أمينًا عامًا للمجلس الثوري الفلسطيني، وعضوًا في المجلس الاستشاري لحركة فتح. شغل منصب وزير وزارة الأشغال العامة والإسكان في الحكومة الفلسطينية السادسة برئاسة محمود عباس في الفترة منذ 30 مارس 2003 وحتى 7 أكتوبر 2003.

## التحصيل العلمي
تلقى تعليمه الأساسي والإعدادي في مدرسة حي الزيتون، ومن ثم حصل على شهادة الثانوية العامة من مدرسة فلسطين الثانوية للبنين في غزة عام 1958. سافر إلى النمسا لدراسة الهندسة.

## الوفاة
تُوفي عاشور في العاصمة المصرية القاهرة في 22 مارس 2016.